# 加賀美嘉兵衛 (11代)
11代 加賀美 嘉兵衛（かがみ かへえ、1861年10月2日（文久元年8月28日） - 1933年（昭和8年）4月9日）は、明治期の実業家、政治家。衆議院議員。旧名・平八郎。

## 経歴
甲斐国八代郡南八代村（山梨県東八代郡南八代村、八代村、八代町を経て現笛吹市）で、豪農・10代加賀美嘉兵衛の長男として生まれる。英学、漢学を修めた。
父とは政治姿勢を異にし自由民権運動に加わる。民権派機関紙『峡中新報』の株主総理として経営を行う。1888年（明治21年）山梨県会議員に選出され2期在任し、同参事会員、地方衛生会員、東八代郡会議員なども務めた。
1892年（明治25年）2月、第2回衆議院議員総選挙（山梨県第3区、無所属）で初当選し、その後、第4回総選挙まで再選され、衆議院議員に連続3期在任した。
実業界では、葡萄酒醸造会社取締役、興工社取締役、勧農社取締役、済通社取締役、駿甲鉄道取締役、峡中日報社長、山梨土木社長、奥商銀行副頭取、山梨農工銀行頭取などを務めた。

## 国政選挙歴
- 第2回衆議院議員総選挙（山梨県第3区、1892年2月、無所属）当選[4]
- 第3回衆議院議員総選挙（山梨県第3区、1894年3月、立憲革新党）当選[4]
- 第4回衆議院議員総選挙（山梨県第3区、1894年9月、立憲革新党）当選[5]